# Société des auteurs canadiens
 (juillet 2025).
La mise en forme du texte ne suit pas les recommandations de Wikipédia : il faut le « wikifier ».
Les points d'amélioration suivants sont les cas les plus fréquents. Le détail des points à revoir est peut-être précisé sur la page de discussion.
- Les titres sont pré-formatés par le logiciel. Ils ne sont ni en capitales, ni en gras.
- Le texte ne doit pas être écrit en capitales (les noms de famille non plus), ni en gras, ni en italique, ni en « petit »…
- Le gras n'est utilisé que pour surligner le titre de l'article dans l'introduction, une seule fois.
- L'italique est rarement utilisé : mots en langue étrangère, titres d'œuvres, noms de bateaux, etc.
- Les citations ne sont pas en italique mais en corps de texte normal. Elles sont entourées par des guillemets français : « et ».
- Les listes à puces sont à éviter, des paragraphes rédigés étant largement préférés. Les tableaux sont à réserver à la présentation de données structurées (résultats, etc.).
- Les appels de note de bas de page (petits chiffres en exposant, introduits par l'outil «  Source ») sont à placer entre la fin de phrase et le point final[comme ça].
- Les liens internes (vers d'autres articles de Wikipédia) sont à choisir avec parcimonie. Créez des liens vers des articles approfondissant le sujet. Les termes génériques sans rapport avec le sujet sont à éviter, ainsi que les répétitions de liens vers un même terme.
- Les liens externes sont à placer uniquement dans une section « Liens externes », à la fin de l'article. Ces liens sont à choisir avec parcimonie suivant les règles définies. Si un lien sert de source à l'article, son insertion dans le texte est à faire par les notes de bas de page.
- La présentation des références doit suivre les conventions bibliographiques. Il est recommandé d'utiliser les modèles {{Ouvrage}}, {{Chapitre}}, {{Article}}, {{Lien web}} et/ou {{Bibliographie}}. Le mode d'édition visuel peut mettre en forme automatiquement les références.
- Insérer une infobox (cadre d'informations à droite) n'est pas obligatoire pour parachever la mise en page.

Pour une aide détaillée, merci de consulter Aide:Wikification.
Si vous pensez que ces points ont été résolus, vous pouvez retirer ce bandeau et améliorer la mise en forme d'un autre article.
La Société des auteurs canadiens (en anglais : Canadian Authors Association) est la plus ancienne société d'écrivains et d'auteurs du Canada. Elle a publié plusieurs périodiques, a ouvert plusieurs sections locales, et a organisé de nombreux événements pour les écrivains canadiens. Elle parraine des prix littéraires, notamment les Prix du Gouverneur général .

## Histoire
La Société des Auteurs Canadiens est fondée en 1921. Parmi ses membres fondateurs, on peut citer, John Murray Gibbon (en), Bernard Keble Sandwell (en), Stephen Leacock et Pelham Edgar (en). Dès la fin de sa première année d’existence, l’organisation compte déjà plus de 700 membres.
À ses débuts, l'association est connue pour ses opinions conservatrices sur la littérature et son soutien aux genres d'écriture traditionnels, y compris des histoires idéalisées colorées dans des décors locaux pittoresques. Les sections locales de la société organise des activités pour encourager et développer les compétences des écrivains canadiens, notamment des groupes d’étude, des lectures et des ateliers.
En 1919, la société fonde le magazine Canadian Bookman,. Puis en 1936, Canadian Poetry, éditée par E. J. Pratt.
La société évoque l'idée de créer des prix littéraires avec le gouverneur général Lord Tweedsmuir (1935-1940) qui approuve l'utilisation du nom de son bureau dans la création des Prix du Gouverneur général en 1936. Les premiers prix sont décernés en 1937. Ils demeurent parmi les plus hautes distinctions littéraires du Canada, avec le prix de la Société des auteurs canadiens,.

### Présidents notables
- Will R. Bird (en) (c. 1949–1950), écrivain, auteur, lauréat du Prix Ryerson de la Fiction (en) ;
- W. G. Hardy (en)(1950–1952), professeur d'humanités classiques à l'Université de l'Alberta, président de la Fédération internationale de hockey sur glace, membre de l'Ordre du Canada.

## Récompenses
Le Prix des auteurs canadiens, connus à l'origine sous le nom de Prix de la Société des auteurs canadiens et maintenant parfois appelés Prix littéraires, sont créés en 1975 pour remplacer les médailles du Gouverneur général, car celles-ci ont été remplacées par celles du Conseil des Arts du Canada, et ont été décernées dans plusieurs catégories aux auteurs nés au Canada ou résidents permanents.
Voici une liste incomplète des lauréats du prix, initialement décerné dans trois catégories (fiction, poésie et théâtre), avant que la catégorie Histoire canadienne et le Prix de l'écrivain émergent ne soient ajoutés en 1997 et 2006. À partir de 2017, toutes les catégories ont été abandonnées et remplacées par le Prix Fred Kerner des auteurs canadiens, qui avait déjà été décerné pour la première fois en 2016,.
Prix de la Société des auteurs canadiens, catégorie fiction (1975–2017)
- 1975 Fred Stenson (en) pour Lonesome Hero[7]
- 1976 (Pas attribué)
- 1977 Carol Shields pour Small Ceremonies
- 1978 Jane Rule pour The Young in One Another's Arms
- 1979 Marian Engel (en) pour The Glassy Sea
- 1980 (Pas attribué)
- 1981 Hugh MacLennan pour Voices in Time
- 1982 Joy Kogawa pour Obasan
- 1983 W.P. Kinsella pour Shoeless Joe
- 1984 Heather Robertson (en) pour Willie: A Romance: Volume 1 of the King Years
- 1985 Timothy Findley pour Not Wanted on the Voyage
- 1986 Robertson Davies pour What's Bred in the Bone (Cornish Trilogy, #2)
- 1987 (Pas attribué)
- 1988 Brian Moore pour The Colour of Blood
- 1989 Joan Clark (en) pour The Victory Of Geraldine Gull
- 1990 James Archibald Houston pour Running West
- 1991 David Adams Richards pour Evening Snow Will Bring Such Peace
- 1992 Alberto Manguel pour News From A Foreign Country Came
- 1993 Neil Bissoondath pour Innocence Of Age
- 1994 Margaret Atwood pour The Robber Bride
- 1995 Bernice Morgan (en) pour Waiting for Time (Random Passage, #2)
- 1996 L.R. Wright pour Mother Love (Karl Alberg #7)
- 1997 Ann-Marie MacDonald pour Fall on Your Knees
- 1998 Rita Donovan pour Landed
- 1999 Wayne Johnston (en) pour The Colony of Unrequited Dreams
- 2000 Alistair MacLeod pour No Great Mischief
- 2001 Elizabeth Hay (en) pour A Student of Weather
- 2002 Will Ferguson pour Happiness
- 2003 Rohinton Mistry pour Family Matters
- 2004 Douglas Coupland pour Hey Nostradamus!
- 2005 Jeffrey Moore (en) pour The Memory Artists
- 2006 Joseph Boyden pour Three Day Road
- 2007 Richard Wagamese pour Dream Wheels
- 2008 Paulette Jiles (en) pour Stormy Weather
- 2009 Nino Ricci (en) pour The Origin of Species
- 2010 Michael Crummey (en) pour Galore
- 2011 Tom Rachman (en) pour The Imperfectionists
- 2012 Patrick deWitt pour The Sisters Brothers
- 2013 Christopher Meades (en) pour The Last Hiccup
- 2014 Joseph Boyden pour The Orenda
- 2015 Miriam Toews pour All My Puny Sorrows[8]
- 2016 Nino Ricci (en) pour Sleep[9]
- 2017 Alissa York pour The Naturalist

Prix de la Société des auteurs canadiens, catégorie poésie (1975-2017)
- 1975 Tom Wayman (en) pour For and Against the Moon
- 1976 Jim Green pour North Book
- 1977 Sid Stephen pour Beothuck Poems
- 1978 Alden Nowlan (en) pour Smoked Glass
- 1979 Andrew Suknaski (en) pour The Ghosts You Call Poor
- 1980 Michael Ondaatje pour There's a Trick with a Knife I’m Learning to Do: Poems, 1963–1978
- 1981 Leona Gom (en) pour Land of The Peace
- 1982 Gary Geddes pour the acid test
- 1983 George Amabile (en) pour the presence of fire
- 1984 Don McKay pour Birding or Desire
- 1985 Leonard Cohen pour Book of Mercy
- 1986 P. K. Page pour The Glass Air
- 1987 Al Purdy (en) pour The Collected Poems 1956–1986
- 1988 Pat Lane pour Selected Poems
- 1989 Bruce Rice pour Daniel
- 1990 Don Bailey pour Homeless Heart
- 1991 Richard Lemm (en) pour Prelude to the Bacchanal
- 1992 Anne Michaels pour Miner's Pond
- 1993 Lorna Crozier pour Inventing the Hawk
- 1994 George Bowering pour George Bowering Selected Poems
- 1995 Tim Lilburn (en) pour Moosehead Sandhills
- 1996 Di Brandt (en) pour Jerusalem, beloved
- 1997 Edward D. Blodgett pour Apostrophes: woman at a piano
- 1998 Anne Szumigalski (en) pour On Glassy Wings
- 1999 Janice Kulyk Keefer (en) pour Marrying the Sea
- 2000 Helen Humphreys (en) pour Anthem
- 2001 Carmine Starnino (en) pour Credo
- 2002 Tim Bowling (en) pour Darkness and Silence
- 2003 Margaret Avison (en) pour Concrete and Wild Carrot
- 2004 Chris Banks (en) pour Bonfires
- 2005 Peter Trower (en) pour Haunted Hills and Hanging Valleys
- 2006 Barry Dempster (en) pour The Burning Alphabet
- 2007 Sarah Klassen (en) pour A Curious Beatitude
- 2008 Asa Boxer pour The Mechanical Bird
- 2009 Elise Partridge pour Chameleon Hours
- 2010 Tom Dawe (en) pour Where Genesis Begins
- 2011 Julia McCarthy (en) pour Return from Erebus
- 2012 Goran Simić (en) pour Sunrise in the Eyes of the Snowman
- 2013 Don McKay pour Paradoxides
- 2014 Renée Sarojini Saklikar (en) pour children of air india
- 2015 Tim Bowling (en) pour Circa Nineteen Hundred and Grief
- 2016 Joe Denham (en) pour Regeneration Machine
- 2017 Johanna Skibsrud pour The Description of the World

Prix de la Société des auteurs canadiens, catégorie histoire canadienne (1997-2017)
- 1997 Phil Jenkins pour An Acre of Time
- 1998 Dorothy Harley Eber (en) pour Images of Justice
- 1999 Rod McQueen pour The Eatons
- 2000 D’Arcy Jenish pour Indian Fall (The Last Great Days of the Plains Cree and the Blackfoot Confederacy)
- 2001 Will Ferguson pour Canadian History for Dummies
- 2002 Ken McGoogan (en) pour Fatal Passage: The Untold Story of John Rae, the Arctic Adventurer Who Discovered the Fate of Franklin
- 2003  Derek Hayes for Historical Atlas of Canada
- 2004 Ishmael Alunik, Eddie D. Kolausok and David Morrison pour Across Time and Tundra: The Inuvialuit of the Western Arctic
- 2005 Charlotte Gray (en) pour The Museum Called Canada
- 2006 J.L. Granatstein pour The Last Good War
- 2007 Mark Zuehlke pour For Honour's Sake: the War of 1812 and the Brokering of an Uneasy Peace
- 2008  Robert Wright pour Three Nights in Havana
- 2009 J.M. Bumsted pour Lord Selkirk: A Life
- 2010  Jonathan F. Vance pour A History of Canadian Culture
- 2011 Shelagh D. Grant pour Polar Imperative: A History of Arctic Sovereignty in North America
- 2012 Richard Gwyn for Nation Maker: Sir John A. MacDonald: His Life, Our Times, Volume Two: 1867–1891
- 2013 Michael S. Cross pour A Biography of Robert Baldwin: The Morning-Star of Memory
- 2014 Charlotte Gray (en) pour The Massey Murder: A Maid, Her Master and the Trial that Shocked a Nation
- 2015 Robert Wright pour The Night Canada Stood Still
- 2016 Debra Komer pour The Bastard of Fort Stikine: The Hudson's Bay Company and the Murder of John McLoughlin Jr.
- 2017 Charlotte Gray (en) pour The Promise of Canada

Prix de l'écrivain émergent de la Société des auteurs canadiens (2006-2017)
- 2011 Titilope Sonuga (en) pour Down to Earth
- 2012 Ryan Flavelle pour The Patrol: Seven Days in the Life of a Canadian Soldier in Afghanistan
- 2013 Égalité : Claire Battershill (en) pour plusieurs œuvres de fiction, de poésie et de critique et Jay Bahadur (en) pour son travail journalistique et The Pirates of Somalia
- 2014 Grace O'Connell (en) pour Magnified World
- 2015 Kim Fu pour For Today I Am a Boy
- 2016 Kayla Czaga (en) pour For Your Safety Please Hold On
- 2017 Eva Crocker (en) pour plusieurs anthologie d’histoires

Prix de la Société des auteurs canadiens, catégorie théâtre (1975–avant 2017)
- 1985 Ken Mitchell (en) pour Gone The Burning Sun
- 1992 Drew Hayden Taylor pour The Bootlegger Blues: A Play
- 1993 Guy Vanderhaeghe pour I Had A Job I Liked. Once: A Play

Prix Fred Kerner des auteurs canadiens
- 2016 Caroline Vu pour Palawan Story ;
- 2017 Margo Wheaton pour The Unlit Path Behind the House ;
- 2018 Ahmad Danny Ramadan pour The Clothesline Swing ;
- 2019 Maureen Medved (en) pour Black Star ;
- 2020 Adrienne Drobnies pour Salt and Ashes[10] ;
- 2021 Joanna Lilley pour Endlings[11] ;
- 2022 Catherine Graham pour Æther: An Out-of-Body Lyric[12] ;
- 2023 Sophie Jai pour Wild Fires[13]  ;
- 2024 Lucian Childs pour Dreaming Home[14] ;